# 二宮慶多
二宮 慶多（にのみや けいた、2006年〈平成18年〉8月13日 - ）は、日本の子役である。
愛媛県出身。トライストーン・エンタテイメント所属。

## 概要
2019年、ブエノスアイレス国際インディペンデント映画祭で、日本人初となる最優秀男優賞を受賞。

## 出演

### テレビドラマ
- Frend-Ship Project〜タクのタクシー〜（2012年3月31日、テレビ東京） - 溝口（幼少期） 役
- 半沢直樹（2013年7月7日 - 9月22日、TBS、日曜劇場） - 半沢隆博 役
- BORDER 警視庁捜査一課殺人犯捜査第4係 最終話（2014年6月5日、テレビ朝日） - 天川弘志 役
  - BORDER 贖罪（2017年10月29日、テレビ朝日） - 天川弘志 役[4]
- アイアングランマ（2015年1月10日 - 2月14日、NHK BSプレミアム） - 佐藤裕太 役
- 連続ドラマW 希望ヶ丘の人びと（2016年7月16日 - 8月13日、WOWOW） - 田島亮太 役[5]
- 昔話法廷 第7話「ヘンゼルとグレーテル」裁判（2017年8月14日、NHK Eテレ） ‐ ヘンゼル 役
- 赤ひげ 第6話（2017年10月6日、NHK総合 / 12月8日、NHK BSプレミアム） - 長次 役
- 写楽ホーム凸凹探偵団（2018年3月18日、テレビ朝日）- 立川勇（小学6年生・真由美の連れ子）役
- 竜の道 二つの顔の復讐者 第5・7話（2020年8月25日・9月8日、関西テレビ） - 大野木健斗（中学時代） 役
- あなたのそばで明日が笑う（2021年3月6日、NHK総合） - 真城六太 役[6]
- ひきこもり先生（2021年6月26日 - 7月10日、NHK総合） - 伊藤和斗 役
- 広重ぶるう（2024年3月23日、NHK BSプレミアム4K）

### 映画
- 王様とボク（2012年） - モリオ（幼少期） 役
- そして父になる（2013年） - 野々宮慶多 役[7]
- 抱きしめたい -真実の物語-（2014年） - 木下の息子 役
- さよならケーキとふしぎなランプ（2014年） - 此野岸聡 役
- MIRACLE デビクロくんの恋と魔法（2014年11月22日、アスミック・エース・東宝） - 山本光（幼少時代） 役
- 群青色の、とおり道（2015年3月28日群馬県内先行公開 / 2015年7月11日公開） - 今井浩太 役
- 八重子のハミング（2016年5月6日公開、アークエンターテインメント） - 石崎誠一郎 役
- 旅猫リポート（2018年10月26日公開、松竹） - 澤田幸介（小学生時代） 役
- WE ARE LITTLE ZOMBIES（2019年6月14日公開、日活） - 主演・ヒカリ 役[3][8]

### 吹き替え
- シェーン（2016年） - ジョーイ・スターレット〈ブランドン・デ・ワイルド〉 役[9] ※スター・チャンネル版

### 舞台
- VOICEアクト『17歳のビオトープ』〜生きる意味って何ですか?〜（2024年10月3日・4日、座・高円寺2）[10]

### CM・紹介映像
- セガトイズ アンパンマン「せいかつカード/ぐるぐるびんご/GOGOミニカー CM」（2011年7月 - ）
- 花王「その笑顔編　CM」（2013年4月 - ）
- ローソン「フローズンスイーツ CM」（2013年7月 - ）
- リクルートライフスタイル「リクルートカード CM」 （2013年8月 - ） - パーマン 役
- 日本マクドナルド「エスコートキッズ募集告知 CM」（2014年3月)
- 日清食品 日清ラ王「食べたい男篇2」（2014年10月）

### 配信ドラマ
- オンナ♀ルール 幸せになるための50の掟 第41・47話（2013年、NOTTV） - 鈴木ユウタ 役

### PV
- 福山雅治「家族になろうよ」（2011年8月31日）
- KEYTALK 「少年」　(2020年2月5日)